# Ismajliwka (Oleksandrija)
Ismajliwka (ukrainisch Ізмайлівка; russisch Измайловка Ismailowka) ist ein Dorf im Osten der ukrainischen Oblast Kirowohrad mit etwa 400 Einwohnern (2001).
Das Dorf liegt am Ufer des Inhulez im Süden des Rajon Oleksandrija an der Grenze zum Rajon Petrowe. Das Rajonzentrum Oleksandrija liegt 20 km nordwestlich und Nowyj Starodub befindet sich 10 km südwestlich von Ismajliwka.
Am 12. Juni 2020 wurde das Dorf ein Teil der neugegründeten Stadtgemeinde Oleksandrija, bis dahin bildete es zusammen den Dörfern Hajok (ukrainisch Гайок), Koroliwka (ukrainisch Королівка), Pischtschanyj Brid (ukrainisch Піщаний Брід), Pustelnykowe (ukrainisch Пустельникове) und Wydne (ukrainisch Видне) die gleichnamige Landratsgemeinde Ismajliwka (Ізмайлівська сільська рада/Ismajliwska silska rada) im Südwesten des Rajons Oleksandrija.